# 高知県道・愛媛県道107号藪ヶ市松野線
高知県道・愛媛県道107号薮ケ市松野線 （こうちけんどう・えひめけんどう107ごう やぶがいちまつのせん）は、高知県四万十市から愛媛県北宇和郡松野町に至る一般県道である。

## 概要
高知県四万十市西土佐薮ケ市から愛媛県北宇和郡松野町大字富岡に至る。

### 路線データ
- 起点：高知県四万十市西土佐薮ケ市（高知県道・愛媛県道8号西土佐松野線交点）
- 終点：愛媛県北宇和郡松野町大字富岡（高知県道・愛媛県道8号西土佐松野線交点）

## 地理

### 通過する自治体
- 高知県
  - 四万十市
- 愛媛県
  - 北宇和郡松野町

### 交差する道路
| 交差する道路                      | 市町村名 | 市町村名 | 市町村名 | 交差する場所 | 交差する場所 |
| --------------------------------- | -------- | -------- | -------- | ------------ | ------------ |
| 高知県道・愛媛県道8号西土佐松野線 | 高知県   | 四万十市 | 四万十市 | 西土佐薮ケ市 | 起点         |
| 高知県道・愛媛県道8号西土佐松野線 | 愛媛県   | 北宇和郡 | 松野町   | 大字富岡     | 終点         |

### 沿線
- 目黒川